# Loge Ultrajectina
Loge Ultrajectina is een vrijmetselaarsloge gevestigd in Utrecht, onder obediëntie van het Grootoosten der Nederlanden. Loge Ultrajectina is in 1830 opgericht, en daarmee de oudste nog werkzame loge in de stad. Ze komt bijeen in het Utrechtse logegebouw, aan de Maliebaan.

## Geschiedenis van de loge

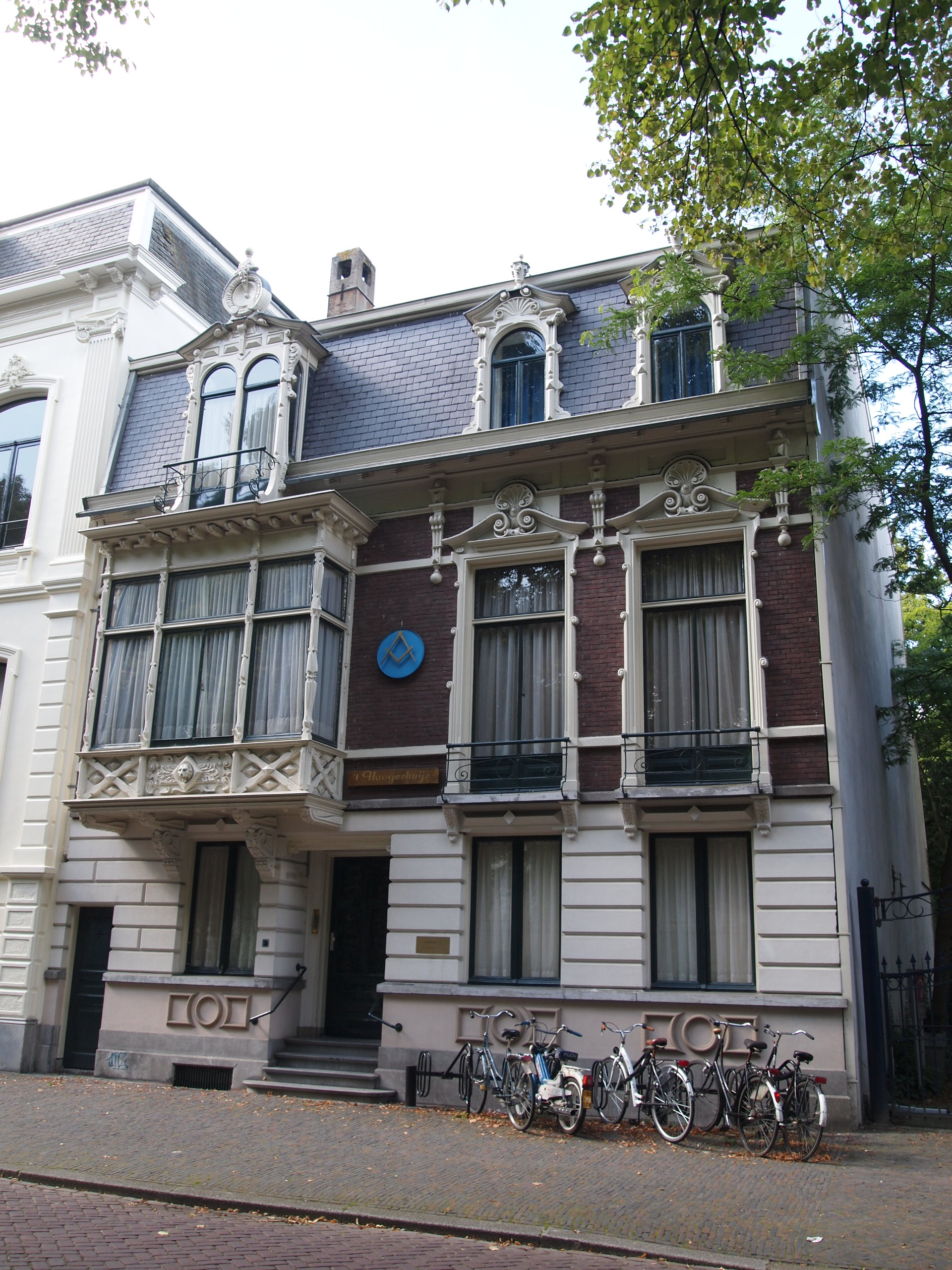
Logegebouw, Maliebaan 70A, Utrecht

Willem Frederik Karel van Oranje-Nassau (1799-1881) verleende de loge in 1830 haar wettige constitutiebrief. Het verzoek tot het stichten van de loge werd gedaan onder de naam 'De Unie van Utrecht', door Arent baron Sloet van Tweenijenhuisen, Reinder Willem baron van Hemert tot Dingshof, Hendrik Johan Rose, jhr. Peter Jacob van de Does de Bye, Gerard Johannes Beeldsnijder, jhr. Elisa Cornelis Unico van Doorn, Jacob Pieter Cazius, Rudolph Florentinus van Rhijn en jhr. Pieter Six. De constitutiebrief vermeldt dezelfde namen, hoewel de loge daarin wordt vermeld met de naam ‘Ultrajectina’. Deze naamswijziging geschiedde op verzoek van het hoofdbestuur van de Orde van Vrijmetselaren onder het Grootoosten der Nederlanden.

## De loge in de samenleving
De ambitie van de jonge loge Ultrajectina om van betekenis te zijn voor de stad en haar inwoners, kwam in de 19de eeuw tot uiting in de oprichting van de Utrechtse Bibliotheek en de leerschool voor jeugdige onderwijzers. Ook in maçonnieke kring was een aantal leden nauw betrokken bij het tot stand komen van verschillende fondsen, zoals het Weduwen en Wezenfonds in 1881, vier jaar later gevolgd door het Begrafenisfonds en het Van Marenfonds in 1915. Tegen de eeuwwisseling van de 19e en 20e eeuw waren er vrijwel dagelijks aan Ultrajectina gelieerde bijeenkomsten en waren er tevens activiteiten op cultureel gebied; er waren sinds 1887 een zanggezelschap en een muziekensemble en in 1889 werd besloten voordrachten te gaan houden. Enkele jaren later volgde een vaste debatteeravond. Gekaart en gebiljart werd er ook. De vele activiteiten resulteerden in groei; aan het begin van de 20ste eeuw bereikte de loge met 175 leden het grootste ledental in haar historie.

## De 20ste eeuw
Aan het begin van de 20ste eeuw gingen stemmen op om de loge te splitsen. In 1932 werd het besprokene realiteit en zag de loge De Unie van Utrecht, die nu nog steeds vanuit Bilthoven werkt, het levenslicht. De periode 1940-1945 was voor Ultrajectina, evenals voor de Nederlandse vrijmetselarij in het algemeen, een zwarte tijd. De Orde van Vrijmetselaren onder het Grootoosten der Nederlanden en haar loges waren bij de eerste organisaties die door de bezetter werden verboden en ontmanteld; op 5 september 1940 werden alle loges ontbonden verklaard. Na de oorlog wilde de loge, ondanks dat het logegebouw in desperate toestand aangetroffen werd, zo spoedig mogelijk de werkzaamheden hervatten. Samen met De Unie van Utrecht werd op 14 juli 1945 het Zomer St. Jansfeest gevierd en op 19 september van dat jaar vond de eerste naoorlogse inwijding plaats.

## Meer afsplitsingen van Ultrajectina
In 1955 en 1956 ontstonden loge De Stichtse Broederschap en loge Hermannus van Tongeren, vernoemd naar de Nederlandse Grootmeester, die tijdens zijn ambtsperiode door de bezetter gevangen werd genomen en stierf in een concentratiekamp in 1941. Beide loges werken nu, net als loge Ultrajectina, in het logegebouw aan de Maliebaan. Het gebouw werd in 1986 aangekocht ter vervanging van het gebouw aan de Lange Jufferstraat, dat gedurende 130 jaar als logegebouw had gediend. Het oorspronkelijke woonhuis is dankzij de intensieve “operatieve zelfwerkzaamheid” van de leden geheel verbouwd en ingericht. 
In de Domtoren bevindt zich een embleem, een geschenk van Ultrajectina ter gelegenheid van haar 150-jarig bestaan in 1980, en tevens ter nagedachtenis aan een van de eerste plaatsen van samenkomst van Utrechts vroegste loges: pal naast de Domtoren. 

## Ultrajectina nu
Anno 2024 telt de loge ca. 50 leden, zeer uiteenlopend in leeftijd. De loge komt tijdens het werkjaar (september-juni) elke maandag bijeen. Die bijeenkomsten betreffen enerzijds ritualistiek, anderzijds zijn er lezingen. Gebruikelijke onderwerpen zijn onder meer: de vrijmetselarij in het algemeen, de maçonnieke symboliek, persoonlijke lezingen, maatschappelijke onderwerpen, levensbeschouwing/geloof/religie en onderwerpen die verband houden met de doelstellingen van de vrijmetselarij.  
Op 13 november 2022 onthulde de loge Stolpersteine voor Jo Alexander Polak en zijn vrouw Rosalie Polak-van Gelder, die in de Tweede Wereldoorlog in Auschwitz werden omgebracht, voor hun laatste woning aan de Van Lynden van Sandenburglaan 64 in Utrecht. Polak was lid van Ultrajectina. 

## Lidmaatschap
Voor het lidmaatschap van de loge is de toelating als lid van de Orde van Vrijmetselaren onder het Grootoosten der Nederlanden vereist, omdat het lidmaatschap van de loge samenvalt met het lidmaatschap van de Orde. Men wordt daadwerkelijk lid van de loge door een inwijding of door overschrijving van een andere loge. Als iemand lid wil worden moet hij de beginselverklaring van de Orde van harte kunnen onderschrijven, maar verder zijn er geen beperkingen aan het lidmaatschap. 